# Cichla
Cichla là một chi cá hoàng đế có 15 loài. Kullander & Ferreira (2006) miêu tả 9 loài trong một bài báo gần đây  Lưu trữ ngày 26 tháng 9 năm 2007 tại Wayback Machine và đề xuất chi này có thể chứa 5 đến 15 loài khác chưa được miêu tả. Chi này bao gồm một số loài có giá trị như game fish, peacock bass, và cũng bao gồm các loài cá cảnh được yêu thích. Các loài Cichla là những loài các lớn, trong đó loài C. temensis lớn hơn 90 cm.

## Các loài
- Cichla intermedia Machado-Allison, 1971
- Cichla jariina Kullander & Ferreira, 2006
- Cichla kelberi Kullander & Ferreira, 2006
- Cichla melaniae Kullander & Ferreira, 2006
- Cichla mirianae Kullander & Ferreira, 2006
- Cichla monoculus Spix & Agassiz, 1831
- Cichla nigromaculata Jardine & Schomburgk, 1843
- Cichla ocellaris Bloch & Schneider, 1801
- Cichla orinocensis Humboldt in Humboldt and Valenciennes, 1821
- Cichla pinima Kullander & Ferreira, 2006
- Cichla piquiti Kullander & Ferreira, 2006
- Cichla pleiozona Kullander & Ferreira, 2006
- Cichla temensis Humboldt in Humboldt and Valenciennes, 1821
- Cichla thyrorus Kullander & Ferreira, 2006
- Cichla vazzoleri Kullander & Ferreira, 2006